# Šalomoun
Šalomoun (hebrejsky שְׁלֹמֹה‎, Šelomo či Šlomo, doslova „Pokoj jeho“),
přepisováno též jako Šalamoun, byl podle Bible králem jednotného Izraelského království. Vládl přibližně v letech 970–931 př. n. l. (Další možné datum úmrtí se udává v r. 933 př. n. l.). David Gans uvádí jako datum počátku jeho vlády rok 2924 od stvoření světa, což odpovídá roku 838 nebo 837 před naším letopočtem. Za jeho vlády dosáhlo království největšího hospodářského a územního rozmachu, po jeho smrti se však v důsledku rozporů mezi jeho syny rozdělilo na dvě části: na severní Izraelské království a jižní Judské království. Šalomoun také nechal v Jeruzalémě vystavět chrám, který byl až do jeho zničení roku 586 př. n. l. střediskem židovské víry. Šalomounovu vládu popisuje biblická 1. kniha královská a 2. Paralipomenon.
Současné bádání opírající se o archeologické doklady a soudobé záznamy z okolních zemí přiznává Šalomounovi omezenější roli: je pravda, že Jeruzalém proměnil v náboženské centrum, ale jeho království bylo v regionu politický nevýznamné a nic nesvědčí ani pro výraznější obchodní styky.

## Hodnocení

### Šalomounova moudrost
Podle biblického vyprávění byl Šalomoun známý pro svou moudrost, kterou obdivovala i královna ze Sáby. V židovské tradici je mu jako pravzoru moudrosti připisováno autorství tří biblických knih: knihy Přísloví, knihy Kazatel a Písně písní, ačkoli moderní kritika poukazuje na to, že kniha Přísloví vznikala od dob Šalomounových i v průběhu následujících století a datum vzniku Písně písní v pátém nebo čtvrtém století př. n. l. i o století mladší knihy Kazatel činí z přípisu Šalomounovu autorství literární fikci. O Šalomounově moudrosti svědčí nejen rozkvět země, obchodu a rozvoj sídelního města Jeruzaléma, ale i skutečnost, že za 40 let jeho vlády nepoznala země válku.
Známé je Šalomounovo rozhodnutí při sporu mezi dvěma ženami o dítě: Dvěma ženám se současně narodily děti, jedno však zemřelo. Jeho matka si tajně přivlastnila dítě druhé ženy a ta potom žádala vrácení. Celý spor se dostal až ke králi, kde obě ženy trvaly na svém. Šalomoun tehdy přikázal: „Rozetněte dítě vedví a dejte každé ženě po půlce!“ Jedna z žen chladně souhlasila, druhá úpěnlivě prosila, ať dítě nechají žít a ať ho dají raději její sokyni. Tak král Šalomoun hned poznal, která z žen je pravou matkou, a rozhodl jí dítě vrátit. Odtud také pochází sousloví šalamounské rozhodnutí.
Totožný příběh je již sepsán ve 4. stol. př. n. l. v buddhistických příbězích Džataky pod číslem 546, tzv. Mahómmaggadžátaka (Jak Bódhisatta překonal všechny mudrce).

### Rozporuplnost hodnocení
Toto je však jen jedna stránka vyobrazení Šalomouna. Šalomoun je sice skutečně vylíčen jako moudrý, spravedlivý a zbožný král, na druhou stranu biblický text obsahuje také popis Šalomounova drsného boje o moc. Bible sice líčí jeho úspěchy v diplomacii, obchodu a výstavbě Jeruzaléma (včetně chrámu), avšak ukazuje, že to bylo za cenu nucených prací poddaných, přejímání cizích vzorů a kultury a že měl dokonce také harém. Šalomounova doba tak sice byla dobou vzestupu, avšak vnitřně se již izraelská společnost počínala rozkládat – po jeho smrti se království rozdělilo na Severoizraelské a Judské království.